# Зеге-фон-Лауренберг, Семён Христофорович
Семён (Сигизмунд Готлиб Леберехт) Христофорович Зеге-фон-Лауренберг (1734—1788) — русский военный, инженер-генерал-майор, архитектор, член Рижской инженерной команды.

## Биография
Родился в 1734 году.

Церковь Петра и Павла в Риге

В 1772—1775 годах — майор инженерного корпуса, в 1777—1782 годах — инженер-полковник. В генерал-майоры был произведён 28 июня 1783 года.
Им была построена Петропавловская церковь в Риге, строительство которой началось в 1776 году и продолжалось 10 лет. Храм возводился на пожертвования благотворителей и был освящён 3 января 1786 года. Построен в стиле раннего классицизма, стоял в центре площади и имел колокольню в романском стиле.
Умер в 1788 году.

### Семья
- Отец — Христофор Зеге-фон-Лауренберг (?—1776), происходил из Голландии, откуда выехал в Швецию, где служил в военной службе. В 1729 году он принял присягу России и записан лейтенантом в число дворян Лифляндской губернии.
- Жена — Иоганна-Кристина-Людвига (?—22.04.1800).
- Сын — Франц Август Зеге-фон-Лауренберг (1775—23.07.1850) — инженер путей сообщения.

## Награды
- Награждён орденом Св. Георгия 4-й степени (№ 446; 26 ноября 1786).
- Также награждён другими орденами Российской империи.